# Hokuspokus (1930)
Hokuspokus (auch Der Prozeß Kitty Kellermann) war die erste Verfilmung des gleichnamigen Bühnenstückes von Curt Goetz. Eine englischsprachige Version wurde gleichzeitig als The Temporary Widow mit teilweise anderen Schauspielern gedreht.

## Handlung
Die schmächtige Kitty Kellermann (in der Bühnenvorlage Agda Kjerulf) wird angeklagt, ihren Ehemann, den erfolglosen Kunstmaler Paul (in der Bühnenvorlage Hilmar Kjerulf) bei einem gemeinsamen Bootsausflug ertränkt zu haben. Daraufhin meldet sich beim Richter ein mysteriöser Peter Bille (in der Bühnenvorlage Peer Bille), ein ehemaliger Zirkusartist, Zauberer, Schnellmaler, Reiter und Kunstschütze, der dem Richter mit Hokuspokus-Tricks vorgaukelt, dass sein bester Freund ihn ermorden wolle. Nach einem Geständnis mit Übergabe der Mordwaffe, einem Rasiermesser, flieht Bille aus dem Gewahrsam eines herbeigerufenen Polizisten, denn Entfesslungskünstler ist er auch – und zudem ein Jurist, der im Mordprozess als Verteidiger einspringt, da der Anwalt der Angeklagten sein Mandat niedergelegt hatte.

## Hintergrund
Regisseur Gustav Ucicky drehte gleichzeitig zwei verschiedene Versionen des Filmes, eine für den deutschen, eine für den englischsprachigen Markt. Für die Hauptrollen engagierte er das seit dem im selben Jahr gedrehten Film Liebeswalzer äußerst beliebte Filmpaar Lilian Harvey und Willy Fritsch.
Da 1930 der Tonfilm noch in den Kinderschuhen steckte und die bereits seit 1929 bekannte Filmsynchronisation technisch noch nicht völlig ausgereift war, wurden stattdessen oft vom selben Produktionsstab die gleichen Szenen parallel mit unterschiedlichen Darstellern in unterschiedlichen Sprachen abgedreht. So verhielt es sich auch mit Ucickys zweiter Version, die unter dem Titel The Temporary Widow in England in die Kinos kam. Neben dem gesamten Produktionsstab wirkten auch die zweisprachig aufgewachsene Hauptdarstellerin Lilian Harvey sowie Fritz Schmuck (Landgerichtsrat Hartmann), Erich Kestin (junger Gerichtsdiener) und Adolf Schröder (Justizsoldat) wieder mit. Die übrigen Rollen wurden mit englischen Schauspielern umbesetzt, darunter Laurence Olivier für den Part von Willy Fritsch. Darüber hinaus ließ Uckicy eine dritte Version als Stummfilmfassung mit Zwischentiteln erstellen.
1953 wurde das Stück unter der Regie von Kurt Hoffmann ein zweites Mal verfilmt, diesmal mit Curt Goetz selbst in der Hauptrolle und der Ehefrau von Curt Goetz, Valérie von Martens als Agda. Hoffmann inszenierte 1965/66 eine dritte Filmversion – in Farbe – unter dem Titel Hokuspokus oder: Wie lasse ich meinen Mann verschwinden…? mit Heinz Rühmann und Liselotte Pulver in den Hauptrollen.

## Kritiken
„Was Goetz und Frau in der Bühnensatire waren, das sind jetzt Willy Fritsch und Lilian Harvey auf der sprechenden Leinwand. Fritsch von jener erfrischenden Sympathie wie immer, einer der liebsten Menschen, die sich auf der Filmleinwand bewegen, die Harvey entzückend in der Erscheinung, frei, gelöst und reizvoll im Spiel. Hier haben wir also das erste vertonfilmte deutsche Theaterstück.“

„Eine höchst unterhaltsame Kriminalkomödie. Inszenatorisch steif und eher wie eine Theateraufführung anmutend, dafür äußert pointiert im Dialog, der von den Darstellern mit ironischem Unterton elegant serviert wird.“